# بي. في. ر. موهان ريدي
بي. في. ر. موهان ريدي (بالإنجليزية: B. V. R. Mohan Reddy)‏ هو شخصية أعمال هندي، ولد في 1950.